# Línea 5 (Metro de Madrid)
La línea 5 del Metro de Madrid atraviesa la ciudad de Madrid desde el suroeste hasta el nordeste, transcurriendo entre Casa de Campo y Alameda de Osuna, por 32 estaciones con andenes de 90 metros, recorridas por 23,2 km de vías en túnel de gálibo estrecho. Tiene un recorrido que dura aproximadamente 58 minutos entre cabeceras. El tramo entre las estaciones de Eugenia de Montijo y Empalme es superficial.
A diferencia de la mayoría de líneas del Metro de Madrid, su recorrido no discurre en su casi totalidad por debajo de vías principales de la ciudad, sino que, al menos en su trayecto por el centro de la ciudad (entre Alonso Martínez y Acacias) recorre el subsuelo de la ciudad sin correspondencia con apenas ninguna calle de la superficie. Es, por tanto, una de las primeras líneas que transcurre a una profundidad mayor a la de las demás en el centro de la ciudad, en parte para no solaparse con ellas en los trasbordos, pero también en parte por esta falta de coincidencia, dado que bajo los edificios los túneles tienen que discurrir más profundamente por motivos de seguridad y espacio.

## Historia
La línea 5 como tal se inauguró el 6 de junio de 1968 entre las estaciones de Callao y Carabanchel, si bien forman parte de su actual trazado dos tramos inaugurados con anterioridad y pertenecientes en su día a otras líneas: así, el tramo que hoy discurre entre Casa de Campo y Carabanchel fue inaugurado el 1 de febrero de 1961 como parte del F.C. Suburbano de Carabanchel a Chamartín de la Rosa (actual línea 10); mientras que el tramo entre Ventas y Ciudad Lineal se inauguró el 28 de mayo de 1964 como parte de la línea 2. 
El 2 de marzo de 1970 se inauguró la prolongación la línea desde Callao hasta Ventas, añadiendo al trayecto el tramo existente de línea 2 entre esta última estación y Ciudad Lineal.
A diferencia de las líneas 1 y 3, esta se construyó ya con andenes de 90m en vez de 60m, como dichas líneas, de las que fueron ampliadas los andenes a 90m en 1960 y 2006, respectivamente.
En octubre de 1977, y con motivo de la construcción de la línea de ferrocarril entre Aluche y Móstoles (futura línea C-5 de Cercanías), el tramo entre Aluche y Carabanchel fue incorporado a la línea 5, trasladándose de esta última a la estación de Aluche la cabecera de las líneas 5 y 10 (entonces aún Suburbano). 
En 1980 se prolongó la línea por el este hasta Canillejas, prolongándola bajo la calle de Alcalá hasta su final junto a la carretera de Barcelona.
En 1999 se construyó la estación de Eugenia de Montijo entre Aluche y Carabanchel, cortando el servicio entre ambas durante más de 1 año, mientras que el 22 de octubre de 2002, y con motivo de la prolongación de la línea 10 a Alcorcón para su conexión con MetroSur, se produjo la incorporación del tramo entre Aluche y Casa de Campo, con la creación de esta nueva estación, que hace la función de cabecera de las líneas 5 y 10, parece ser que esta vez de forma definitiva. Se completaba así la integración en la línea 5 del tramo entre Carabanchel y la Casa de Campo, que en un principio perteneciera a la propia línea 10 (Ferrocarril Suburbano de Carabanchel hasta 1981).

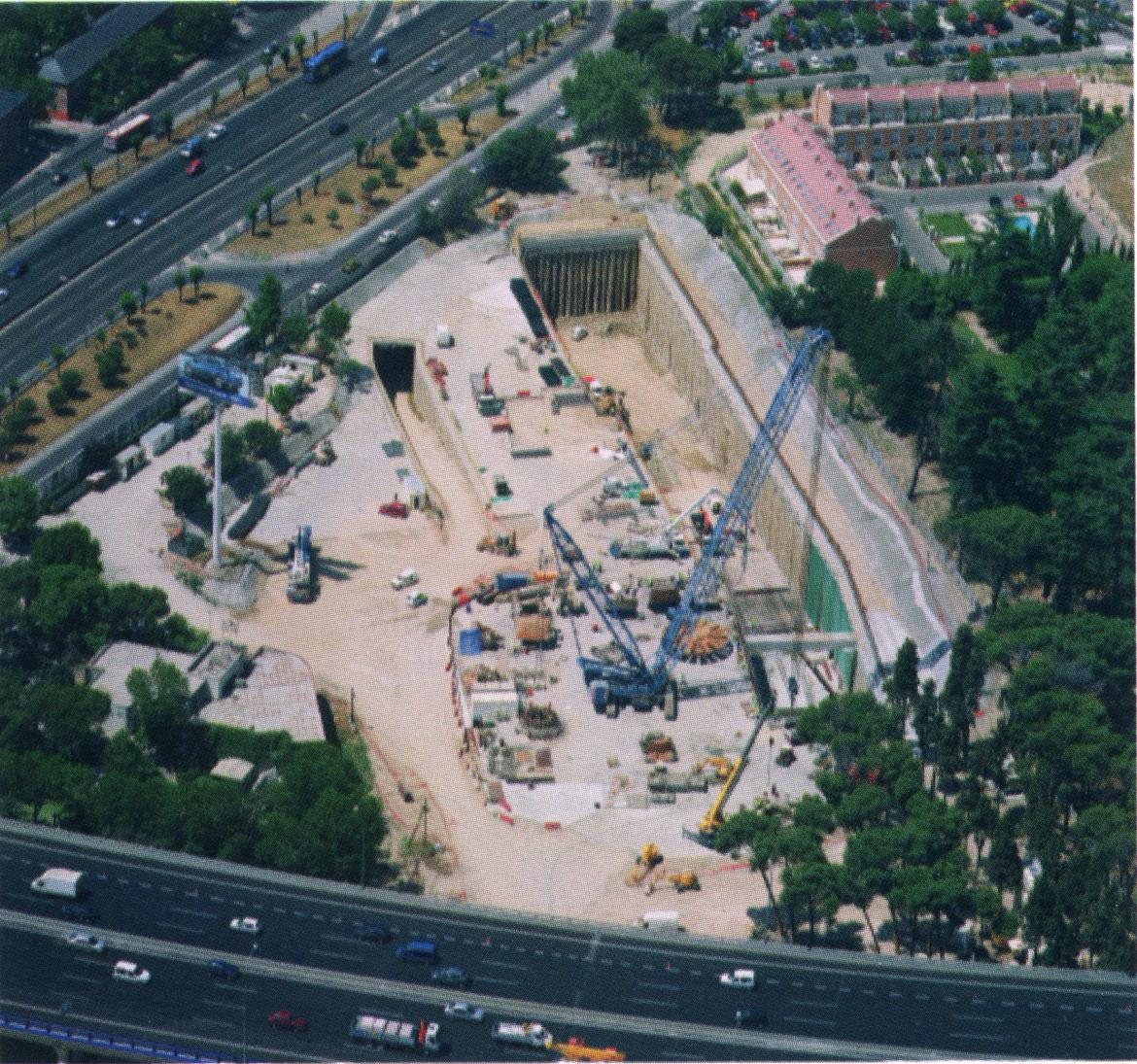
Vista aérea del pozo de ataque, junto a la A-2 y la M-40, por donde se introdujo la tuneladora para realizar la prolongación de Canillejas a Alameda de Osuna

En enero de 2005 se iniciaron las obras, con un presupuesto de 189,7 millones de euros, de la prolongación de la línea desde Canillejas hacia el barrio de la Alameda de Osuna. El 24 de noviembre de 2006 se inauguró dicha prolongación, la cual discurre en su mayor parte bajo la conocida como Vía de la Gasolina (antigua conexión ferroviaria utilizada para abastecer del combustible necesario al Aeropuerto de Madrid-Barajas), añadiendo dos nuevas estaciones a la línea: El Capricho y Alameda de Osuna.
En verano de 2017 la línea cerró para cambiar la catenaria (de hilo a rígida), para cambiar el sistema de señalización a uno nuevo y para renovar cuatro estaciones de la línea (Canillejas, Torre Arias, Suanzes y Aluche). La reforma acabó el 3 de septiembre, tras dos meses de obras.
Entre el 20 de agosto de 2018 y el 16 de julio de 2021 se mantuvo cerrada la estación de Gran Vía por obras de instalación de ascensores y conexión de la estación con la de Cercanías de Sol. Los trenes siguieron pasando hacia Callao o Chueca, pero sin parar en la estación.
El tramo entre las estaciones de Oporto y Aluche estuvo fuera de servicio desde el 26 de febrero y hasta el 12 de marzo de 2022 por obras urgentes en la plataforma de vía. En su lugar se habilitó un servicio especial de autobús gratuito con parada en las estaciones afectadas.

## Material móvil
El material móvil de esta línea fue desde su inauguración en 1968 la serie 1000, que abandonó las líneas 2 y 4 para permanecer hasta su retirada en la línea 5 (excepto algunas unidades en 1974 que circularon en la entonces nueva línea 7). Desde 1994 se fueron retirando progresivamente, hasta el último viaje en julio de 2002.
Otra serie importante en la línea 5 fue la 300 (2.º) que comenzó a circular en enero de 1997 tras abandonar la línea 10 a finales de 1996. Permaneció en circulación hasta 2002, junto a la serie 1000.
La serie 2000A también circula desde finales de los 80, cuando comenzaron a sustituir en épocas de verano a la serie 1000 y más tarde, a cubrir los huecos que fueron dejando las unidades retiradas. 
En 1997, llegó a la línea la serie 2000B, la cual sigue circulando en la actualidad. Entre 2006 y 2008, se siguieron recibiendo trenes de la serie 2000B, que abandonaron las líneas 2, 3, 4 y Ramal. 
El 13 de junio de 2018, llegó la serie 3000 a la línea 5, tras pasar a bitensión 12 unidades de la línea 3. Estas 12 unidades sustituyeron gran parte de la flota de la serie 2000A, retirándolas de servicio.
Actualmente en la línea prestan servicio las series 2000 y 3000. La serie 2000A presta servicio únicamente para hacer refuerzos o en sustitución de algunos trenes. Suelen circular de 1 a 4 unidades.

## Recorrido

Recorrido de la línea

Al cruzar la ciudad de noreste a suroeste pasando por el centro, es una de las líneas más importantes en cuanto a viajeros se refiere. Recorre ejes tan importantes como la calle Alcalá o General Ricardos, dando servicio a barrios muy poblados de la capital. Conecta con:
- Línea 1 en la estación Gran Vía.
- Línea 2 en las estaciones Ópera y Ventas.
- Línea 3 en la estación Callao y también en Acacias mediante correspondencia larga.
- Línea 4 en la estación Alonso Martínez y también en Diego de León mediante correspondencia larga.
- Línea 6 en las estaciones Oporto y Diego de León.
- Línea 7 en la estación Pueblo Nuevo.
- Línea 9 en la estación Núñez de Balboa.
- Línea 10 en las estaciones Alonso Martínez y Casa de Campo.
- Ramal en la estación Ópera.
- Cercanías Renfe Madrid en las estaciones Aluche y Pirámides, y también en Gran Vía y Acacias mediante correspondencia larga.
- Autobuses interurbanos del corredor 2 en las estaciones Canillejas y Ciudad Lineal, del corredor 4 en las estaciones Oporto y Aluche, y del corredor 5 en las estaciones Aluche y Campamento.

## Estaciones
| Estación            | Acc. | Enlaces | Apertura                | Distrito            | Esquema de vías | Notas |
| ------------------- | ---- | ------- | ----------------------- | ------------------- | --------------- | --- |
| Casa de Campo       |      |         | 22 de octubre de 2002   | Moncloa-Aravaca     |                 | La vía de la línea 5 se sitúa entre las de la línea 10 |
| Campamento          |      |         | 4 de febrero de 1961    | Latina              |                 | Estaciones abiertas originalmente como parte del F.C. Suburbano de Carabanchel a Chamartín de la Rosa Transferidas a línea 10 el 17 de diciembre de 1981 y después a la línea 5 el 22 de octubre de 2002 |
| Empalme             |      |         | 1 de abril de 1961      | Latina              |                 | Estaciones abiertas originalmente como parte del F.C. Suburbano de Carabanchel a Chamartín de la Rosa Transferidas a línea 10 el 17 de diciembre de 1981 y después a la línea 5 el 22 de octubre de 2002 |
| Aluche              |      |         | 4 de febrero de 1961    | Latina              |                 | Estaciones abiertas originalmente como parte del F.C. Suburbano de Carabanchel a Chamartín de la Rosa Transferidas a línea 10 el 17 de diciembre de 1981 y después a la línea 5 el 22 de octubre de 2002 |
| Eugenia de Montijo  |      |         | 27 de octubre de 1999   | Latina              |                 | |
| Carabanchel         |      |         | 4 de febrero de 1961    | Carabanchel         |                 | Originalmente parte del F.C. Suburbano de Carabanchel a Chamartín de la Rosa El andén central se encuentra en desuso.                                                                                    |
| Vista Alegre        |      |         | 5 de junio de 1968      | Carabanchel         |                 | |
| Oporto              |      |         | 5 de junio de 1968      | Carabanchel         |                 | |
| Urgel               |      |         | 5 de junio de 1968      | Carabanchel         |                 | |
| Marqués de Vadillo  |      |         | 5 de junio de 1968      | Carabanchel         |                 | |
| Pirámides           |      |         | 5 de junio de 1968      | Arganzuela          |                 | |
| Acacias             |      |         | 5 de junio de 1968      | Arganzuela          |                 | Enlace subterráneo con la estación de Embajadores (línea 3) |
| Puerta de Toledo    |      |         | 5 de junio de 1968      | Arganzuela          |                 | |
| La Latina           |      |         | 5 de junio de 1968      | Centro              |                 | |
| Ópera               |      |         | 5 de junio de 1968      | Centro              |                 | Anteriormente, Isabel II (1925 - 1931) y Fermín Galán (1937 - 1939) |
| Callao              |      |         | 5 de junio de 1968      | Centro              |                 | |
| Gran Vía            |      |         | 26 de febrero de 1970   | Centro              |                 | Anteriormente Red de San Luis (1919-1920) y José Antonio (1940-1983) |
| Chueca              |      |         | 26 de febrero de 1970   | Centro              |                 | |
| Alonso Martínez     |      |         | 26 de febrero de 1970   | Chamberí            |                 | |
| Rubén Darío         |      |         | 26 de febrero de 1970   | Chamberí            |                 | |
| Núñez de Balboa     |      |         | 26 de febrero de 1970   | Salamanca           |                 | |
| Diego de León       |      |         | 26 de febrero de 1970   | Salamanca           |                 | |
| Ventas              |      |         | 26 de febrero de 1970   | Salamanca           |                 | Estaciones abiertas originalmente como parte de la línea 2 Transferidas a la línea 5 el 2 de marzo de 1970 y cambio de líneas el 20 de julio de 1970                                                     |
| El Carmen           |      |         | 28 de mayo de 1964      | Ciudad Lineal       |                 | Estaciones abiertas originalmente como parte de la línea 2 Transferidas a la línea 5 el 2 de marzo de 1970 y cambio de líneas el 20 de julio de 1970                                                     |
| Quintana            |      |         | 28 de mayo de 1964      | Ciudad Lineal       |                 | Estaciones abiertas originalmente como parte de la línea 2 Transferidas a la línea 5 el 2 de marzo de 1970 y cambio de líneas el 20 de julio de 1970                                                     |
| Pueblo Nuevo        |      |         | 28 de mayo de 1964      | Ciudad Lineal       |                 | Estaciones abiertas originalmente como parte de la línea 2 Transferidas a la línea 5 el 2 de marzo de 1970 y cambio de líneas el 20 de julio de 1970                                                     |
| Ciudad Lineal       |      |         | 28 de mayo de 1964      | Ciudad Lineal       |                 | Estaciones abiertas originalmente como parte de la línea 2 Transferidas a la línea 5 el 2 de marzo de 1970 y cambio de líneas el 20 de julio de 1970                                                     |
| Suanzes             |      |         | 18 de enero de 1980     | San Blas-Canillejas |                 | |
| Torre Arias         |      |         | 18 de enero de 1980     | San Blas-Canillejas |                 | |
| Canillejas          |      |         | 18 de enero de 1980     | San Blas-Canillejas |                 | |
| El Capricho         |      |         | 24 de noviembre de 2006 | Barajas             |                 | |
| Alameda de Osuna    |      |         | 24 de noviembre de 2006 | Barajas             |                 | |
| Aeropuerto T1-T2-T3 |      |         | —                       | Barajas             |                 | Ampliación en construcción |

## Futuro
En marzo de 2020 se confirmó la ampliación de la línea desde Alameda de Osuna hasta la estación de Aeropuerto T1-T2-T3, donde conectará con la línea 8. Las obras comenzaron el 19 de mayo de 2025, inaugurándose la ampliación previsiblemente en 2028, añadiendo 1,7 nuevos kilómetros a la línea con un presupuesto de 181 millones de euros.
En cuanto a su extremo opuesto, la línea termina en Casa de Campo, donde la línea 5 está constituida en un andén central situado entre los dos de la línea 10. Por la propia configuración de la estación y la posición de los túneles de ambas líneas, no se descarta la adición de un nuevo andén a la línea 5 al estilo de estaciones como Príncipe Pío, pero las posibilidades de destinos para la prolongación son de una utilidad cuestionable dada la configuración del propio trayecto de la línea, pareciendo preferible llevar otras líneas más directas a esos barrios.